# Операция «Радуга»
Операция «Радуга» (ивр. מבצע קשת בענן‎) — военная операция Израиля, которая началась 18 мая 2004 года и закончилась 23 мая 2004 года в Рафиахе, в секторе Газа. Целью Израиля было уничтожение террористической инфраструктуры, поиск контрабандных туннелей, ведущих из сектора Газа в Египет. Силы безопасности Израиля заявили, что операция также была направлена на предотвращение контрабанды через туннели в сектор Газа зенитных ракет «Стрела-2», а также противотанковых ракетных комплексов AT-3 Sagger и других ракет дальнего действия, которые к тому времени хранились на египетской стороне границы.

## Предпосылки
11 и 12 мая 2004 года, два бронетранспортера саперного батальона «Гивати» были подорваны палестинскими боевиками. Также в результате двух отдельных нападений в районе Зейтун в городе Газа и в районе Филадельфийского коридора вблизи Рафиаха и египетской границы, погибли ещё 11 солдат Армии обороны Израиля (АОИ).
Армия обороны Израиля определила целью операции «Радуга» разрушение террористической инфраструктуры в Рафиахе, арест разыскиваемых террористов, уничтожение туннелей контрабандистов и прекращение незаконных перевозок ракетной техники.

## События
18 мая 2004 года силы АОИ в составе тяжелых бронетранспортеров и танков, подкрепленных боевыми вертолётами вошли Рафиах с северо-восточной стороны района Тель-Султан, после блокирования всей области, которая была осуществлена для того, чтобы предотвратить передвижение вооруженных боевиков в Рафиах и из него.
Израильские бронированные бульдозеры возвели песчаные заграждения вокруг Рафиаха, чтобы изолировать его. Позднее бронированные бульдозеры использовались в Рафиахе для того, чтобы взрывать мины-ловушки, открывать маршруты для войск и сносить дома, используемые боевиками как огневые точки.
АОИ и правительство Израиля рассматривали расширение Филадельфийского коридора (буферной зоны), с тем чтобы позволить рытье рва, который может затруднить прокапывание туннелей в будущем. Но поскольку это требует уничтожения большого количества домов в районе Рафиаха, этот план был заморожен для того, чтобы найти более гуманное решение для жителей южного Рафиаха.
Большинство операций было сосредоточено на Тель-Султан. Это стало неожиданностью для палестинцев, поскольку этот район относительно недалеко от границы с Египтом. По сообщениям палестинских источников, солдаты вошли в район вскоре после полуночи, занимая позиции на крышах.
В ходе операции израильские войска арестовали разыскиваемых террористов и вступали в перестрелку с боевиками. Несколько бомб и противотанковых ракет было выпущено по боевым бронированным машинам, но те не получили повреждений.
25 мая 2004 года Израиль вывел большую часть своих сил из Рафиаха и снял блокаду вокруг него. Вместе с тем по-прежнему небольшие силы Цахаль оставались в Рафиахе, с целью выявления туннелей контрабандистов. 1 июня 2004 года Израиль официально прекратил операцию.

## Результаты
Зоопарк находящийся недалеко от лагеря беженцев Рафиах был уничтожен в ходе операции.
По состоянию на 23 мая 2004 года был обнаружен только один тоннель с контрабандой. Этот туннель был загружен взрывчатыми веществами. После этого было разрушено ещё как минимум 2 контрабандистких туннеля.
Согласно АОИ, были убиты 40—41 террористов и 12 гражданских лиц, при этом, часть гражданских лиц была убита самими палестинцами; неизвестное количество — ранены. Палестинцы сообщили о 44 убитых и 120 раненых.